# Taldikorgjan Qalasy
Taldikorgjan  Qalasy är ett distrikt i Kazakstan.   Det ligger i oblystet Almaty.